# Crimer
Crimer (bürgerlich Alexander Frei, * 20. November 1989) ist ein Schweizer Popmusiker. Seine Songs sind stilistisch an die Popmusik der 1980er Jahre angelehnt.

## Leben
Crimer ist in Balgach aufgewachsen und lebte dort bis 2017. Begonnen hatte er seine musikalische Laufbahn in einem Kirchenchor. Als Teenager gründete er die Band The Axxess und später die Band BrefSunAjax. Er arbeitete in einer Werbeagentur und leistete Zivildienst. Heute wohnt er in Zürich.
Seine Solokarriere startete er unter dem Namen Batman. Als die Firma DC Comics mit einem Rechtsstreit drohte, wechselte er seinen Künstlernamen auf Crimer. Ende April 2017 erschien mit Preach seine erste EP. Die daraus ausgekoppelte Single war Brotherlove.
2018 gewann Crimer den Swiss Music Award als Best Talent.

## Diskografie

### Alben
- 2018: Leave Me Baby
- 2021: Fake Nails

### EPs
- 2017: Preach

### Singles
- 2021: Home Alone
- 2020: I Want You to Know
- 2020: Eyes Off Me
- 2019: Bois Cry
- 2018: First Dance (Wolkenbruch Titelsong)
- 2018: Sorrow
- 2018: Cards
- 2017: Hours
- 2017: Preach
- 2017: Brotherlove
- 2017: Follower